# Cyclopecten carlottensis
Cyclopecten carlottensis är en musselart. Cyclopecten carlottensis ingår i släktet Cyclopecten och familjen Propeamussidae. Inga underarter finns listade i Catalogue of Life.